# Collegio uninominale Calabria - 06
Il collegio elettorale uninominale Calabria - 06 è stato un collegio elettorale uninominale della Repubblica Italiana per l'elezione della Camera tra il 2017 ed il 2022.

## Territorio
Come previsto dalla legge elettorale italiana del 2017, il collegio era stato definito tramite decreto legislativo all'interno della circoscrizione Calabria.
Era formato dal territorio di tutta la provincia di Vibo Valentia, dai comuni di Amaroni, Argusto, Badolato, Cardinale, Cenadi, Centrache, Chiaravalle Centrale, Davoli, Gagliato, Gasperina, Guardavalle, Isca sullo Ionio, Montauro, Montepaone, Olivadi, Palermiti, Petrizzi, San Sostene, San Vito sullo Ionio, Santa Caterina dello Ionio, Sant'Andrea Apostolo dello Ionio, Satriano, Soverato, Squillace, Stalettì, Torre di Ruggiero e Vallefiorita in provincia di Catanzaro e dai comuni di Candidoni, Galatro, Laureana di Borrello, San Pietro di Caridà e Serrata nella città metropolitana di Reggio Calabria.
Il collegio era parte del collegio plurinominale Calabria - 02.

## Eletti
| Elezione | Elezione | Deputato    | Partito           |
| -------- | -------- | ----------- | ----------------- |
|          | 2018     | Wanda Ferro | Fratelli d'Italia |

## Dati elettorali

### XVIII legislatura
Come previsto dalla legge elettorale, 232 deputati erano eletti con sistema a maggioranza relativa in altrettanti collegi uninominali a turno unico.
| Candidati              | Candidati             | Voti    | %     | Liste                                | Voti    | %     |
| ---------------------- | --------------------- | ------- | ----- | ------------------------------------ | ------- | ----- |
|                        | Wanda Ferro ✔️ Eletto | 41 620  | 35,82 | Forza Italia                         | 26 426  | 22,74 |
| Lega                   | Wanda Ferro ✔️ Eletto | 41 620  | 35,82 | 6 810                                | 5,86    |       |
| Fratelli d'Italia      | Wanda Ferro ✔️ Eletto | 41 620  | 35,82 | 6 158                                | 5,30    |       |
| Noi con l'Italia - UDC | Wanda Ferro ✔️ Eletto | 41 620  | 35,82 | 2 226                                | 1,92    |       |
|                        | Dalila Nesci          | 37 951  | 32,66 | Movimento 5 Stelle                   | 37 951  | 32,66 |
|                        | Bruno Censore         | 29 187  | 25,12 | Partito Democratico                  | 23 416  | 20,15 |
| Civica Popolare        | Bruno Censore         | 29 187  | 25,12 | 2 857                                | 2,46    |       |
| Italia Europa Insieme  | Bruno Censore         | 29 187  | 25,12 | 1 719                                | 1,48    |       |
| +Europa                | Bruno Censore         | 29 187  | 25,12 | 1 195                                | 1,03    |       |
|                        | Silvio Primerano      | 2 975   | 2,56  | Liberi e Uguali                      | 2 975   | 2,56  |
|                        | Edoardo Ventra        | 988     | 0,85  | Italia agli Italiani                 | 988     | 0,85  |
|                        | Amerigo Fiumara       | 943     | 0,81  | Potere al Popolo!                    | 943     | 0,81  |
|                        | Angelo Grimaldi       | 758     | 0,65  | Il Popolo della Famiglia             | 758     | 0,65  |
|                        | Rita Vallelonga       | 592     | 0,51  | CasaPound                            | 592     | 0,51  |
|                        | Giovanni Surace       | 453     | 0,39  | Partito Comunista                    | 453     | 0,39  |
|                        | Maria Concetta Amato  | 427     | 0,37  | Partito Valore Umano                 | 427     | 0,37  |
|                        | Giuseppe Mazzitelli   | 180     | 0,15  | Per una Sinistra Rivoluzionaria      | 180     | 0,15  |
|                        | Ljiljana Maric        | 132     | 0,11  | Lista del Popolo per la Costituzione | 132     | 0,11  |
| Totale                 | Totale                | 116 206 | 100   |                                      | 116 206 | 100   |
|                        |                       |         |       |                                      |         |       |
| Voti non validi        | Voti non validi       | 5 700   | 4,68  |                                      |         |       |
| Votanti                | Votanti               | 121 906 | 64,76 |                                      |         |       |
| Elettori               | Elettori              | 188 252 |       |                                      |         |       |